# Chersotis
A Chersotis a rovarok (Insecta) osztályának a lepkék (Lepidoptera) rendjéhez, ezen belül a bagolylepkefélék (Noctuidae) családjához és a Noctuinae alcsaládba tartozó nem.

## Rendszerezés
A nembe az alábbi fajok tartoznak:
- Chersotis acutangula
- Chersotis alpestris
- Chersotis anatolica
- Chersotis andereggii
- Chersotis capnistis
- rézbarna földibagoly (Chersotis cuprea)
- Chersotis cyrnea
- Chersotis deplana
- Chersotis deplanata
- Chersotis eberti
- Chersotis ebertorum
- Chersotis elegans
- kökörcsin-földibagoly (Chersotis fimbriola)
- Chersotis gratissima
- Chersotis juncta
- Chersotis kacem
- Chersotis laeta
- Chersotis larixia
- gyöngyös földibagoly (Chersotis margaritacea)
- sokszögű földibagoly (Chersotis multangula)
- Chersotis ocellina
- Chersotis oreina
- Chersotis poliogramma
- Chersotis rectangula
- Chersotis sordescens
- Chersotis transiens
- Chersotis vicina
- Chersotis zukowskyi